# Plumbago coerulea
Plumbago coerulea är en triftväxtart som beskrevs av Carl Sigismund Kunth. Plumbago coerulea ingår i släktet blyblommor, och familjen triftväxter. Inga underarter finns listade i Catalogue of Life.